# Pétanque

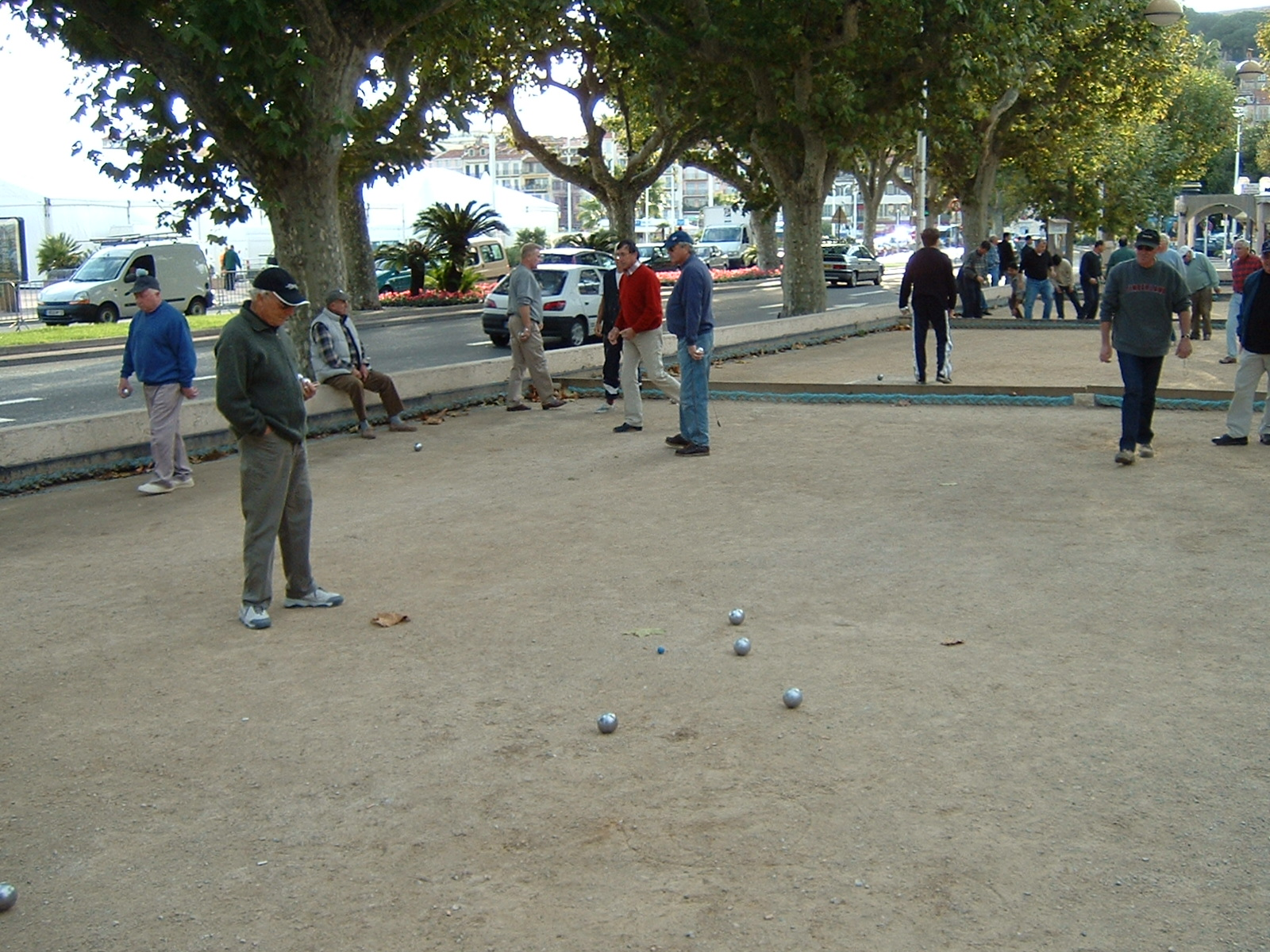
Pétanque-Spieler in Cannes 2003

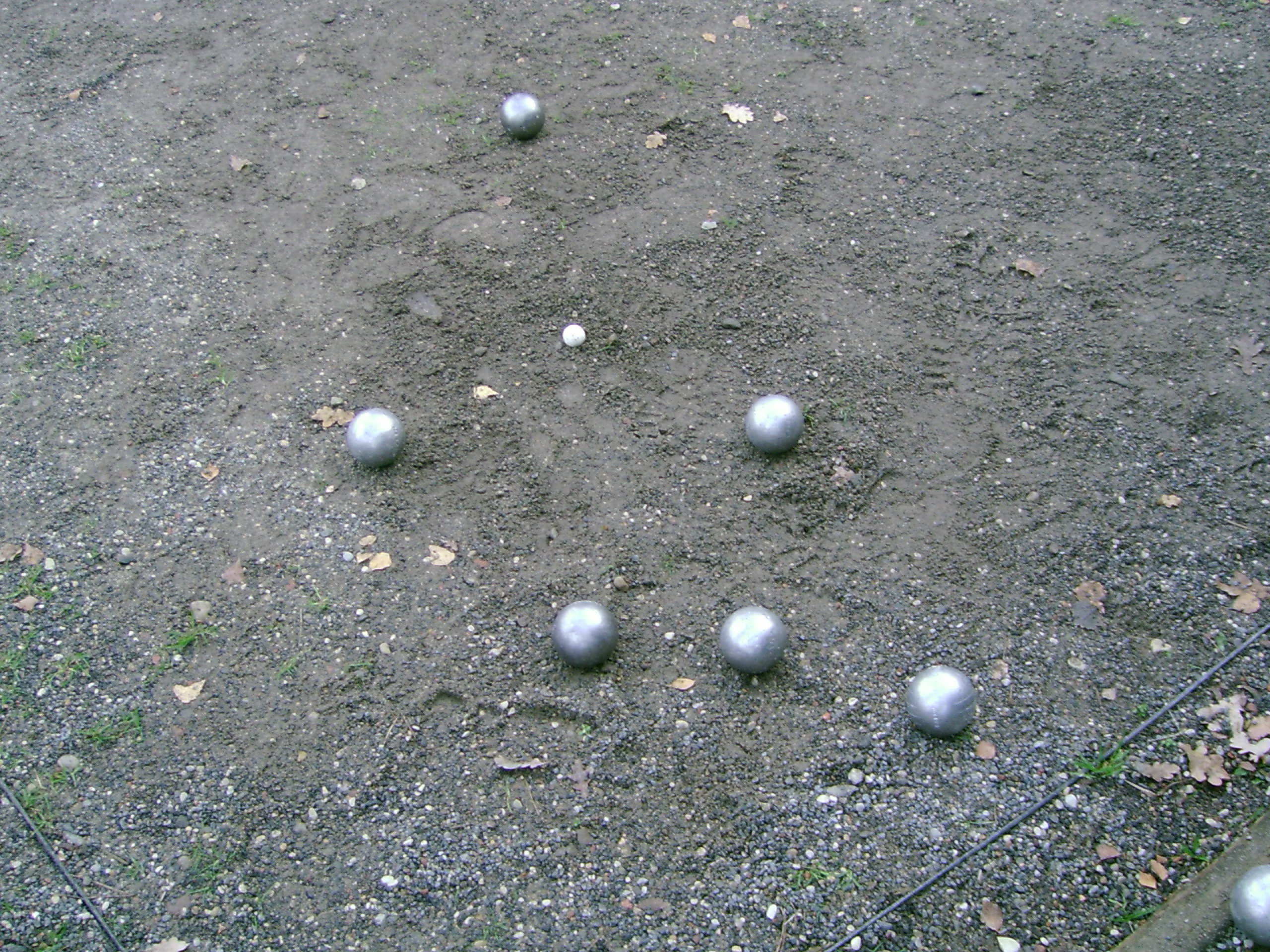
Boule-Kugeln mit „Schweinchen“

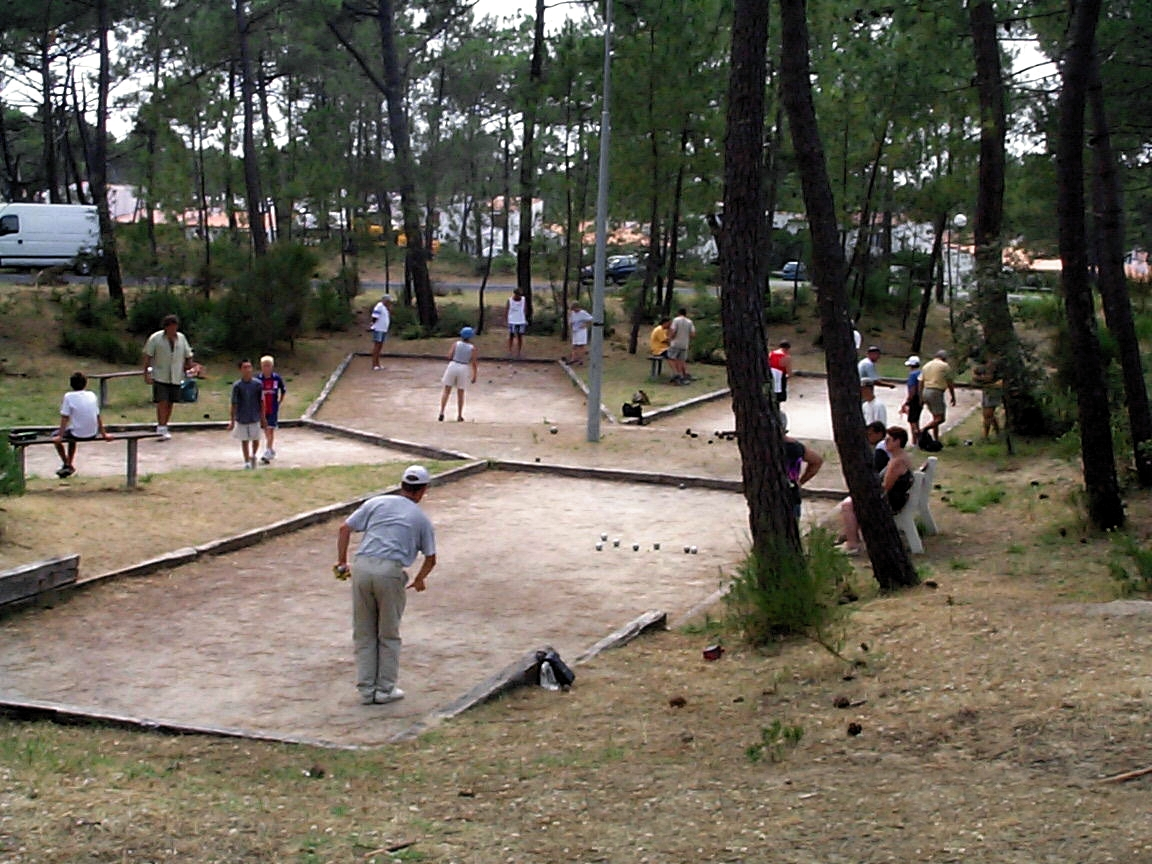
Öffentliches Boulodrome in La Palmyre, einem Ortsteil von Les Mathes in Frankreich

Pétanque (okzitanisch petanca [peˈtaŋkɔ]) ist ein den Boule-Spielen zugeordneter Präzisionssport. Dabei versuchen zwei Mannschaften, eine bestimmte Anzahl von Kugeln so nahe wie möglich an eine vorher ausgeworfene Zielkugel zu werfen. Im Wettkampf stehen sich jeweils drei Spieler (Triplette), zwei (Doublette) oder nur einer (Tête-à-tête) gegenüber. Pétanque wurde Anfang des 20. Jahrhunderts in Südfrankreich erfunden. 1959 fand die erste Weltmeisterschaft in Belgien statt. 1963 wurde in Bonn der erste Petanque-Club Deutschlands gegründet.
Pétanque ist in der Fédération Internationale de Pétanque et Jeu Provençal (F.I.P.J.P.) organisiert. Dem Verband untersteht in Deutschland der Deutsche Pétanque Verband (DPV), in der Schweiz der Fédération Suisse de Pétanque (FSP) und in Österreich der Österreichische Pétanque Verband.

## Geschichte

### Vorgeschichte
Die Geschichte der Kugelspiele lässt sich bis in das 5. Jahrhundert v. Chr. zurückverfolgen, als der griechische Arzt Hippokrates von Kos ein mit Steinkugeln gespieltes Spiel lobend erwähnte. Im 2. Jahrhundert nach Christus beschrieb der griechische Gelehrte Iulius Pollux ein Spiel, bei dem zwei Spieler einen entfernten Ziegelstein mit ihren Steinkugeln treffen mussten.
In einem gerichtlichen Verbot des Kugelspiels von 1629 hieß es: Boule verführt zu lasterhaften Ausschweifungen und ist Ursache sonstiger Unverschämtheiten. Trotzdem verbreitete sich das Spiel weiter – besonders beliebt war es unter Soldaten, woran einige der zentralen Boule-Begriffe erinnern: So war der Tireur derjenige, der den Zünder einer Kanone betätigte und pointer bedeutet wörtlich übersetzt (das Geschütz) richten. Die Leidenschaft für Kugeln ging so weit, dass der Magistrat Lyons im Jahr 1824 eine Verordnung erließ, die das Spielen mit Kugeln auf den Hauptstraßen der Stadt verbot. 70 Jahre später wurde das erste Turnier des Präzisionssports Boule Lyonnaise ausgetragen, aus dem das Jeu Provençal abstammt, das mit den kleineren und leichteren Kugeln, die später auch im Pétanque Verwendung fanden, gespielt wird. Pétanque wiederum hat seinen Ursprung im Jeu Provençal.

### Geburtsstunde des Pétanque

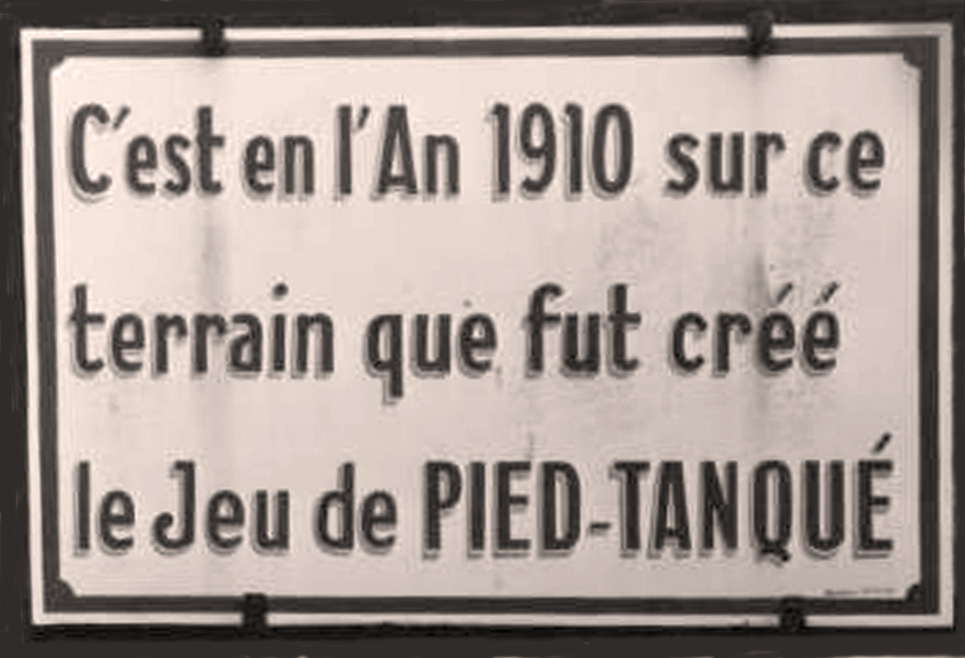
Der Ursprung des Pétanque: Hinweisschild im Boulodrome Jules Le Noir in La Ciotat

Anfang des 20. Jahrhunderts lebte Jules Le Noir im südfranzösischen La Ciotat, nahe der Gemeinde Cassis. Er war als guter Boulespieler bekannt, der aber aufgrund eines Rheumaleidens nicht mehr in der Lage war, die drei Anlaufschritte zu machen, die das heute noch populäre Jeu Provençal verlangt. Außerdem liegen die Distanzen zwischen Abspielkreis und Zielkugel zwischen 15 und 21 Metern. Sein Freund Ernest Pitiot erfand daraufhin im Jahre 1907 ein Spiel, das auf kürzere Entfernung und ohne Anlauf gespielt wird. Geschlossene Füße (französisch pieds tanqués) heißt im provenzalischen Südfranzösisch ped tanco.

### Entwicklung seit dem Zweiten Weltkrieg
Ernest Pitiot gründete 1945 die Federation Francaise de Pétanque et Jeu Provençal (F.F.P.J.P.). Vorher war der Verband für Kugelspieler in staatlicher Hand und es nicht möglich, einen Nebenverband zu gründen. 1952 wurde Pétanque im französischen Sportbund aufgenommen. Die Präsidenten der Mitgliedsländer von Belgien, Frankreich, Marokko, Monaco, der Schweiz, Spanien und Tunesien trafen sich 1957 im belgischen Spa, wo sie den Beschluss fassten, einen internationalen Verband zu gründen. Am 8. März 1958 gründeten sie in Marseille die Fédération Internationale de Pétanque et Jeu Provençal (F.I.P.J.P.). 1959 fand die erste Weltmeisterschaft in Spa statt, gefolgt von Cannes (1961), Casablanca (1963), Genf (1964) und Madrid im Jahr 1965.

Seit 1987 finden als Ergänzung zu den klassischen Weltmeisterschaften alle zwei Jahre die Weltmeisterschaft für Frauen und die Jugend statt.
Aufgrund von Problemen im Management der FIPJP trat Frankreich 1964 aus der Föderation aus. Seit 1970 ist Frankreich wieder Mitglied der FIPJP.
 Über französische Garnisonen fand Pétanque auch in Deutschland Anklang. In Bad Godesberg, einem Stadtbezirk Bonns, wurde mit dem 1. Boules Club Pétanque Bad Godesberg e. V. am 13. Mai 1963 der erste deutsche Pétanque-Club Deutschlands gegründet. Am 1. Dezember 1984 wurde der Deutsche Pétanque-Verband (DPV) gegründet, der seither die deutschen Meisterschaften ausrichtet und die Teilnehmer für die alljährlichen Weltmeisterschaften ermittelt.
Heute ist Pétanque in einigen regelmäßig stattfindenden Sportwettkampfveranstaltungen vertreten: So unter anderem in den World Games, den Indian Ocean Island Games, den Mittelmeerspielen, den Asian Indoor Games, den Pazifikspielen sowie seit 2001 in den Südostasienspielen.
Von den derzeit 94 Mitgliedsländern mit insgesamt etwa 600.000 Mitgliedern (Stand: September 2014) stammt der überwiegende Teil aus Europa und Afrika. Ende 2020 hatte der DPV 22994 Mitglieder in 717 Vereinen.

## Reglement
Die Grundregeln des Pétanque sind einfach und werden in der Regel auch von Freizeitspielern befolgt. Die Regeln werden hier nur in den Grundzügen dargestellt. Auf die ausführlichen Regeln, die bei Pétanque-Sportveranstaltungen zu beachten sind, wird in Fußnoten hingewiesen.
Gespielt wird auf jedem Gelände; ein ebenes, glattes Spielfeld oder Banden wie bei der italienischen Variante Boccia bzw. bei der Bowls-Variante sind nicht erforderlich. Wenn in abgegrenzten Feldern gespielt wird, müssen diese Spielfelder bei Meisterschaften 15 × 4 m betragen, mindestens aber 12 × 3 m groß sein. Sehr viel kleinere Felder sind für das Pétanque-Spiel nicht geeignet (siehe auch Boulodrome).

### Formationen
Beim Pétanque stehen einander immer zwei Formationen gegenüber, jede verfügt über die gleiche Anzahl Kugeln. Folgende Formationen sind üblich:
- 1 Spieler gegen 1 Spieler (tête à tête) – 3 Kugeln[19] pro Spieler (6 Kugeln)
- 2 Spieler gegen 2 Spieler (doublette) – 3 Kugeln pro Spieler (12 Kugeln)
- 3 Spieler gegen 3 Spieler (triplette) – 2 Kugeln pro Spieler (12 Kugeln).

Beim Training, beim freien Spiel und beim Supermêlée spielen auch unterschiedliche Formationen gegeneinander. Für die besondere Situation, dass 7 Pétanque-Spieler aufeinandertreffen, gibt es den sogenannten Berliner.

### Aufnahme
Das Spiel ist in Spielabschnitte, sogenannte Aufnahmen unterteilt. In jeder Aufnahme wird zunächst die Zielkugel geworfen, anschließend spielen beide Mannschaften nach einer besonderen Reihenfolge all ihre Kugeln – es sei denn
- ein Team hat 13 Punkte erreicht und die andere Mannschaft hat keine Kugeln mehr.
- die Zielkugel ist ins Aus gegangen.[20]

Zu Beginn des Spiels wird durch Auslosen ermittelt, welche Mannschaft das Spielgelände aussuchen darf und als erstes die Zielkugel wirft (das Aussuchen des Spielfeldes erübrigt sich, wenn, wie auf manchen Turnieren, Spielfelder zugewiesen werden).
 Ein beliebiger Spieler der so ermittelten Mannschaft zieht einen Wurfkreis oder legt einen Wurfkreis aus Vollmaterial auf die Erde. Aus diesem Kreis wirft nun ein Spieler derselben Mannschaft die Zielkugel auf 6 bis 10 m.
Derjenige Spieler, der den Kreis zieht und die Zielkugel wirft, und der die erste Kugel wirft, kann, aber muss nicht derselbe sein.
Nach dem Auswerfen der Zielkugel:
- wirft nun ein Spieler derselben Mannschaft eine Kugel in Richtung Zielkugel. (Diese Kugel hat zunächst den Punkt.)
- dann wirft ein Spieler der anderen Mannschaft eine Kugel in Richtung Zielkugel. Ist diese näher an der Zielkugel als die Kugel der gegnerischen Mannschaft (die den Punkt hat), ist die erste Mannschaft mit dem Werfen einer Kugel an der Reihe. Ansonsten muss dieselbe Mannschaft weiterwerfen, bis sie den Punkt oder keine Kugeln mehr hat.

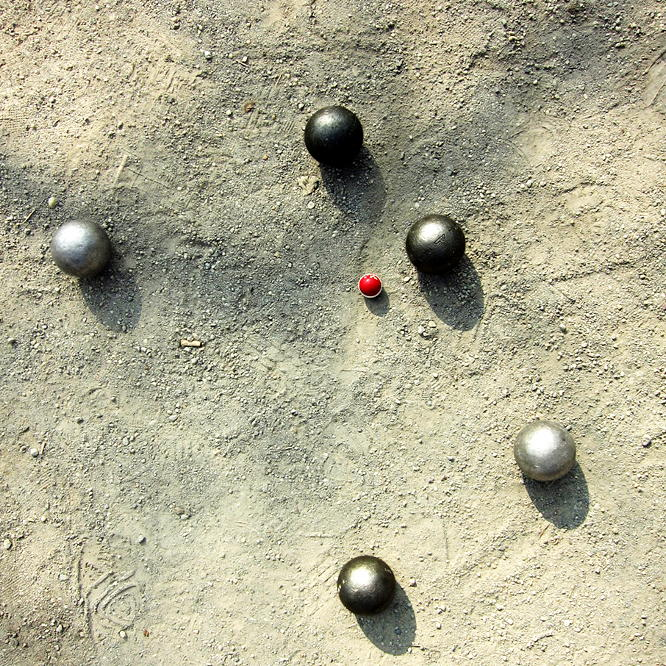
Beispiel-Spielsituation; Das Team mit den dunklen Kugeln hat zwei Punkte

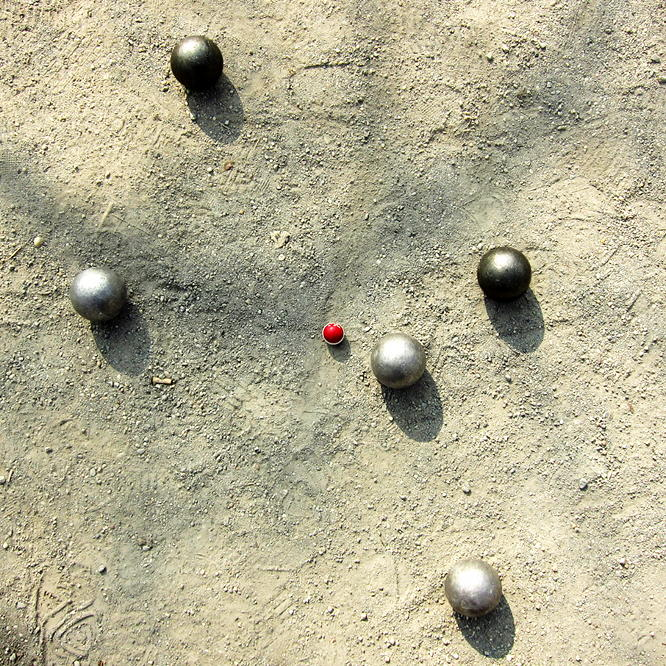
Beispiel-Spielsituation; Das Team mit den hellen Kugeln hat einen Punkt

- Es muss immer ein Spieler der Mannschaft, die nicht den Punkt hat, eine Kugel werfen.
- Hat eine Mannschaft keine Kugeln mehr, kann die andere Mannschaft die noch nicht geworfenen Kugeln spielen.
- Am Ende einer Aufnahme erhält die Mannschaft Punkte, deren Kugel am nächsten an der Zielkugel liegt. Sie erhält so viele Punkte wie sie Kugeln hat, die näher an der Zielkugel liegen als die beste Kugel der gegnerischen Mannschaft. Es können also maximal sechs, beim Tête-à-tête drei, Punkte pro Aufnahme erzielt werden.

Es gibt zahlreiche Regelfeinheiten. So gilt z. B. für den Fall, dass die Zielkugel auf verbotenes Gelände (ins Aus) gelangt:
- Haben beide Mannschaften noch nicht gespielte Kugeln oder keine Kugeln mehr, erhält keine Mannschaft einen Punkt (Null-Aufnahme)
- Hat nur eine Mannschaft noch nicht gespielte Kugeln, so zählen diese je einen Punkt.

Kugeln, die im verbotenen Gelände liegen oder es überqueren, sind ungültig.

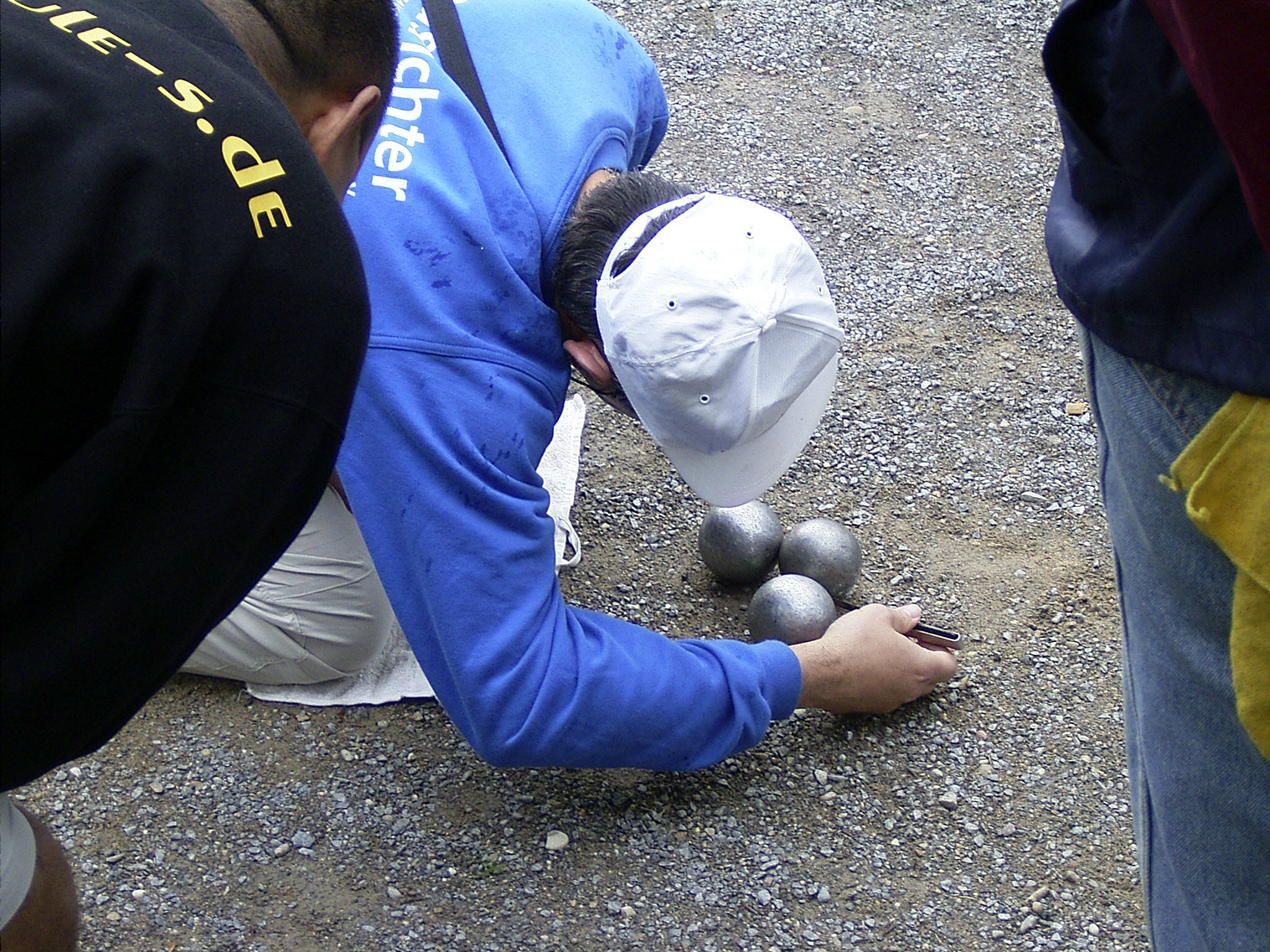
Messen mit dem Zirkel

Dann beginnt die nächste Aufnahme. Es beginnt die Mannschaft, die den Punkt gemacht hat. Diese zieht oder legt zunächst den Wurfkreis um die Stelle, an der am Ende der vorherigen Aufnahme die Zielkugel lag, wirft aus diesem die Zielkugel sowie die erste Kugel. Diese und weitere Aufnahmen verlaufen ansonsten wie die erste Aufnahme.

### Ende des Spiels
Eine Begegnung geht, wenn keine Zeitbegrenzung für die Veranstaltung gilt, bis 13 Punkte. Es werden also mindestens drei Aufnahmen (im Tête-à-Tête mindestens fünf Aufnahmen) gespielt. „Es besteht jedoch die Möglichkeit, die Vorrunden- (‚poules‘) oder die Entscheidungsspiele (‚cadrage‘) nur bis zum Erreichen von 11 Punkten zu spielen.“
Das Finale der Weltmeisterschaft wurde bis 2006 bis 15 Punkte gespielt. Der Internationale Delegiertenkongress der FIPJP beschloss auf seiner Tagung am 20. September 2007 in Pattaya (während der Weltmeisterschaft 2007), dass das WM-Finale künftig nur noch bis 13 gespielt wird. Dies wurde bereits 2007 umgesetzt.

### Zeitregel
Ein Pétanque-Spiel ohne Zeitbegrenzung kann in Ausnahmefällen mehrere Stunden dauern; vor allem, wenn mehrere Null-Aufnahmen gespielt werden. Die Pétanque-Regeln bestimmen lediglich ein Zeitlimit von einer Minute zwischen dem Wurf der Zielkugel und dem der ersten Kugel sowie den dann folgenden Kugeln. Wird gemessen, beginnt die Zeit nach diesem Vorgang zu laufen. Für das evtl. Suchen einer nicht auffindbaren Zielkugel stehen maximal fünf Minuten zur Verfügung.
Der Veranstalter kann eine Zeitbegrenzung beschließen. Diese sieht in der Regel eine bestimmte Zeit, zuzüglich einer oder zwei weiterer Aufnahmen vor. Nach Ablauf der Zeit wird in der Regel die laufende Aufnahme zu Ende gespielt, dann die zusätzliche(n) Aufnahme(n). Bei einem Punktegleichstand wird in der Regel eine weitere Aufnahme gespielt.
Die FIPJP hat für die Weltmeisterschaften ab 2008 beschlossen, dass in der Vorrunde 6 Runden Schweizer System mit einer Stunde Zeitbegrenzung plus 2 Aufnahmen gespielt werden.

### Messen

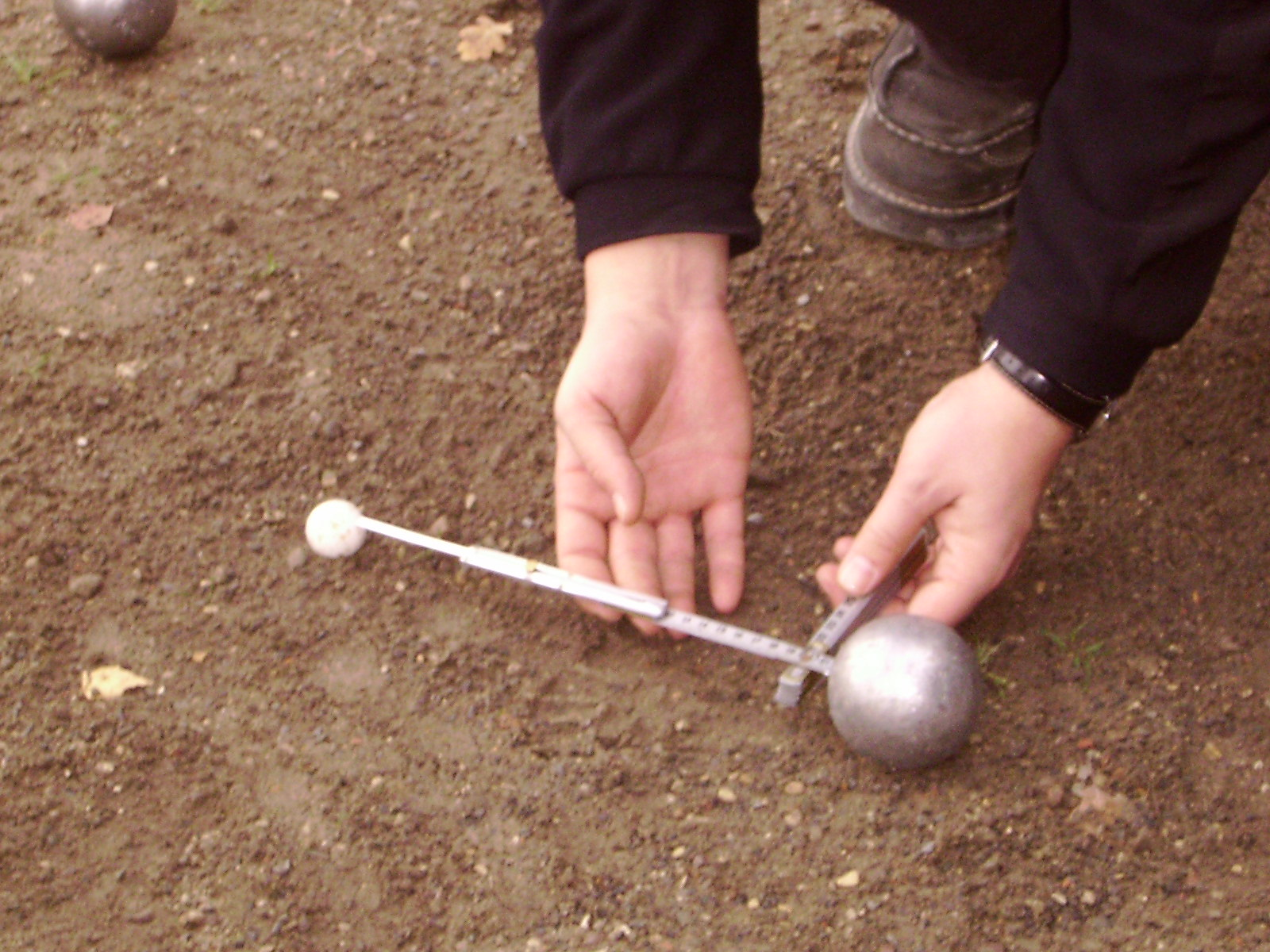
Messen mit der Tirette

Wenn unklar ist, welche Kugel am nächsten ist, wird gemessen. Da dieses für den Spielverlauf und die Punktevergabe von entscheidenden Bedeutung sind, ist das Messen genau geregelt.
Zunächst obliegt das Messen „dem Spieler, der die letzte Kugel gespielt hat oder einem seiner Mitspieler.“ Danach hat ein Spieler der gegnerischen Mannschaft das Recht nachzumessen, im Zweifel wird ein Schiedsrichter hinzugebeten. Das Messen muss mit geeigneten Messgeräten erfolgen, jede Mannschaft muss ein Messgerät haben. Das Messen mit den Füßen ist beim offiziellen Wettkampf ausdrücklich verboten.
Gemessen wird in der Regel mit einem Maßband. Ist der Abstand damit nicht feststellbar, wird eine Tirette verwendet, ein Gliedermaßstab mit ausschiebbarer Zunge. Sie wird herausgeschoben und zwischen die zu messenden Kugeln und die Zielkugel gehalten, wobei die Zunge Richtung Zielkugel zeigt. Dieser Vorgang wird für alle fraglichen Kugeln ausgeführt. In der Regel lässt sich dadurch die Punktkugel ermitteln. Ist dies nicht möglich, kann mit einem Zirkel gemessen werden, der auch zum Einsatz kommt wenn nicht anders gemessen werden kann.
Haben zwei gegnerische Kugeln den gleichen Abstand zur Zielkugel oder berühren beide diese, gibt es folgende Möglichkeiten:
1. Beide Mannschaften haben keine Kugeln mehr, dann ist dies eine Null-Aufnahme und keine der Mannschaften bekommt einen Punkt
2. Nur eine Mannschaft hat noch Kugeln, dann werden diese noch gespielt.
3. Beide Mannschaften haben noch Kugeln, dann spielt zunächst die Mannschaft, die die letzte Kugel geworfen hat, noch einmal, dann die andere. Dieser Vorgang wird wiederholt, bis eine Mannschaft den Punkt hat, nur noch eine Mannschaft Kugeln hat (dann wird nach Nr. 2 verfahren).

Dieselben Regeln werden sinngemäß angewandt, wenn alle geworfenen Kugeln auf dem Feld (auf verbotenem Gelände) liegen.
Verschiebt ein Spieler eine Spiel- oder Zielkugel beim Messen, so geht der Punkt an den Gegner. Verschiebt ein Schiedsrichter eine Kugel, so entscheidet er nach bestem Wissen und Gewissen. Dazu ist es sinnvoll, sich vor dem Messen einen Eindruck zu verschaffen.

### Schiedsrichter
Zur Leitung offizieller Wettbewerbe werden Schiedsrichter eingesetzt, die die strikte Einhaltung der Spielregeln und der begleitenden Bestimmungen überwachen. Sie können Spieler und Mannschaften vom Wettbewerb ausschließen. Außerdem sollen sie „Zuschauer […], die durch ihr Verhalten den Anlass zu Zwischenfällen auf dem Spielgelände geben“, dem zuständigen nationalen Komitee melden, das wiederum das Verbandsgericht einschaltet.

## Kugeln

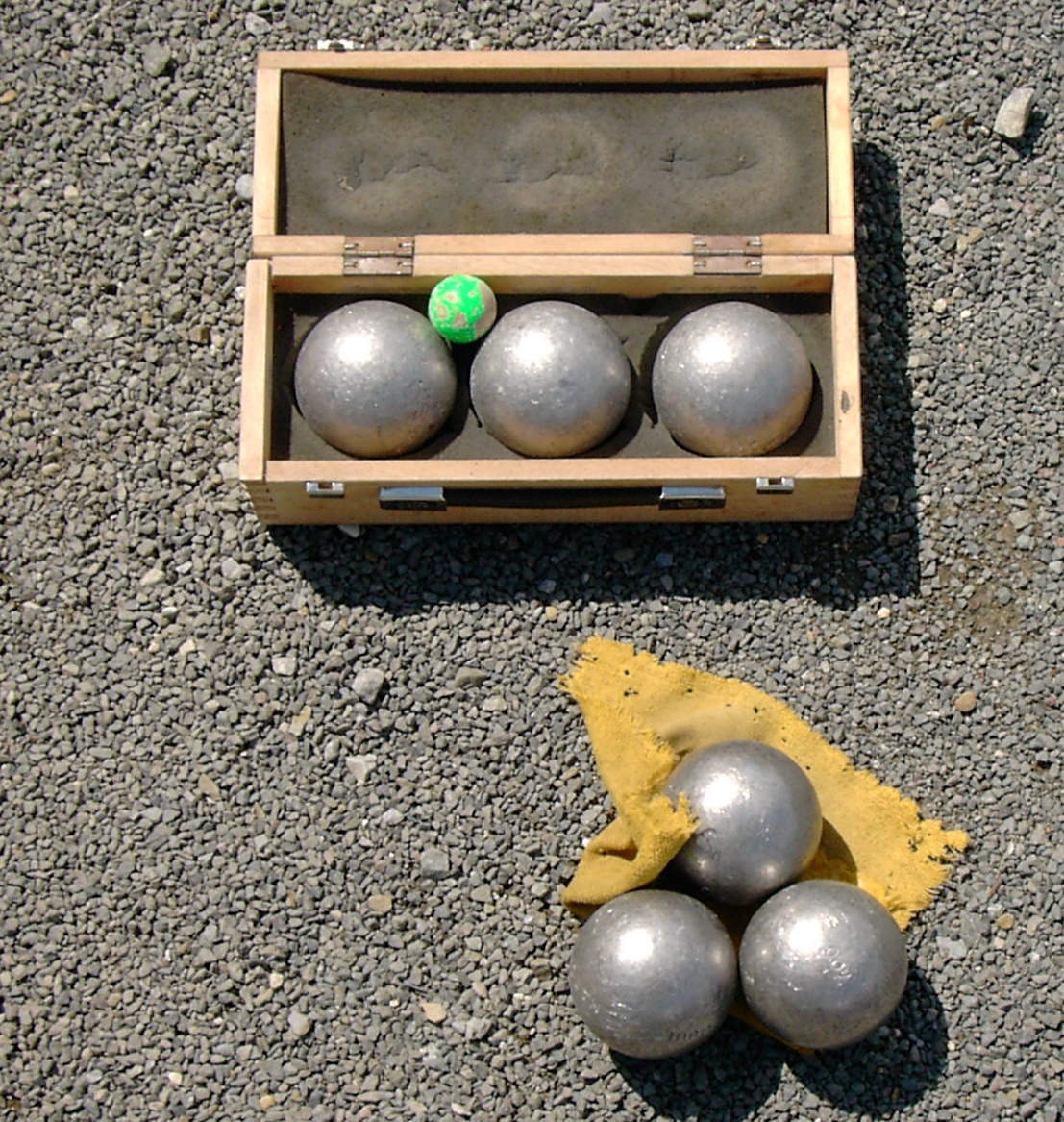
Ein Bouleset: Pétanque-Kugeln mit Zielkugel und Lappen

Marktführer bei Kugeln ist der französische Hersteller Obut, als ältester Hersteller gilt La Boule Bleue.

### Wettkampfkugel
Laut der Fédération Internationale de Pétanque et Jeu Provençal (F.I.P.J.P) müssen Wettkampfkugeln aus Metall sein, einen Durchmesser von 70,5 bis 80 mm haben und über ein Gewicht zwischen 650 und 800 Gramm verfügen. Das Gewicht, das Logo des Herstellers und eine Seriennummer müssen auf den Kugeln eingraviert sein. Zusätzlich dürfen der Name des Spielers und weitere Logos eingraviert sein. Gemäß Art. 3 des Merkblatts der FIPJP für Kugelhersteller wird die Härte bei Kugeln aus Eisen-Legierungen mit der Rockwell-C-Methode gemessen und muss zwischen 35 HRC (≈ 110 daN/mm2) und 55 HRC (≈ 200 daN/mm2) liegen. Bei Kugeln aus Bronze wird die Härte mit der Vickers-Methode gemessen. Die herstellerseitige Härte darf nicht durch Ausglühen oder dergleichen verändert werden.
Allgemein gilt: Ein Leger bevorzugt schwere Kugeln, da diese beim Aufprall weniger verspringen und Unebenheiten besser bewältigen. Der Schießer spielt vorwiegend mit weichen Kugeln. Da eine weiche Kugel einen geringeren Abprall-Effekt hat, ist die Chance größer, dass die Kugel im Zielbereich liegen bleibt. Die Kugeln des Milieu sind halbweich (zwischen 115 und 120 kg/mm²), da sie für das Legen und Schießen gleichermaßen genutzt werden.

### Zielkugel
Die Zielkugel, auch bekannt unter den Namen Cochonnet, Schweinchen, But (Ziel) oder Bouchon (Korken), muss entsprechend Artikel 3 des Deutschen Pétanque Verbandes EV aus Holz sein, oder aus synthetischem Material, das mit den Normen des Leistungsverzeichnisses übereinstimmt. So muss das Herstellerlogo durch die F.I.P.J.P zugelassen sein und der Durchmesser der Zielkugel 29 bis 31 mm betragen. Die Kugel darf in jeder beliebigen Farbe gefärbt sein.

## Technik

### Legen
Ein Halber Wurf (frz.: Demi-Portée oder auch Halbportée) ist eine der Hauptwurfarten beim Legen. Dabei wird die Kugel etwa schulterhoch abgeworfen, bis sie ungefähr auf halber Strecke den Boden berührt und die restliche Distanz rollt. Wie weit die Kugel rollt, ist von der Höhe des Bogens und dem Rückdrall abhängig. Idealerweise wird die Kugel unmittelbar nach dem Wurf losgelassen und kein Impuls mehr mitgegeben.
Das Rollen (frz.: Rouler oder Roulant) gilt allgemein hin als einfachste Form des Legens. Die Kugel setzt unmittelbar nach dem Abwurfkreis auf, und rollt die restliche Strecke zur Zielkugel. Diese Wurftechnik wird meist genutzt wenn der Boden hart und eben ist.
Der Wurf (frz.: Hochportée, Portée oder Plombée) wird angewandt auf steinigem oder welligem Gelände, bei Hindernissen, oder wenn hinter bereits gespielten Kugeln gelegt werden soll. Optimalerweise fliegt die Kugel einen hohen Bogen, landet kurz vor dem Schweinchen und rollt den Rest der Strecke.

### Schießen
Der Eisenschuss (frz.: Tir au fer) trifft direkt auf die gegnerische Kugel auf. Dabei wird zwischen einem Carreau, einem Carreau sur place und einem Palet unterschieden. Von einem Carreau spricht man, wenn die Kugel sehr nah im Bereich der Gegnerkugel liegenbleibt. Optimal wird diese mit Rückdrall über dem Äquator der Kugel getroffen. Bei einem Carreau sur place nimmt die eigene Kugel exakt den Platz der Gegnerkugel ein. Wenn die Schusskugel in größerer Entfernung liegt, aber immer noch näher an der Zielkugel ist als die gegnerische Kugel, spricht man von einem Palet.
Der Schuss davor (frz.: Tir devant) eignet sich auf einem unnachgiebigen Boden mit körnigem Belag. Die Trefferwahrscheinlichkeit ist höher als bei jeder anderen Technik, weil die Kugel bei richtiger Ausführung nicht hinter der Zielkugel landen kann. Die mit Rückdrall geworfene Kugel kommt bis zu einem Meter vor der Gegnerkugel auf – damit ist diese Technik deutlich unpräziser als der Eisenschuss.
Der Flachschuss (frz.: Raclette, Raspaille oder à la Rafle) wird auf einem ebenen, feinkörnigem Boden ohne Hindernisse eingesetzt und findet meist Anwendung ab neun Metern. Hierbei geht der Tireur in die Hocke, wirft mit viel Kraft und lässt die Kugel früh aufkommen. Wirft er die Kugel mit Rückdrall, ignoriert diese kleinere Unebenheiten.
 Petanquespieler werfen ohne Ausfallschritt, Sie stehen mit beiden Füßen in einem Wurfkreis von 35 bis 50 Zentimetern Durchmesser.

## Taktik
Das Spiel ist sehr komplex, verlangt technische Fähigkeiten und bietet eine Vielzahl taktischer Möglichkeiten.

### Strategie
Innerhalb der Mannschaften kann man die Aufgaben der einzelnen Spieler unterscheiden. In der Einerkonstellation des „tête à tête“ muss der Spieler sowohl Legen als auch Schießen können. In der Zweiermannschaft des Doublette übernimmt für gewöhnlich ein Spieler den Part des Legens (Leger oder Pointeur), wohingegen sich sein Mitspieler auf das Schießen, also das Entfernen gegnerischer Kugeln, konzentriert (Schießer, Tireur). Im Dreierteam des Triplette kommt noch ein weiterer Spieler hinzu. Er kann sowohl gut Schießen als auch Legen, weswegen er als „Milieu“ den Platz in der Mitte des Teams einnimmt und seine Kugeln stets je nach Situation verwendet. Grundsätzlich ist diese Rollenverteilung innerhalb der Mannschaft jedoch nicht zwingend, sie kann jederzeit geändert werden. Es kann eine zielführende Taktik in einer Aufnahme sein, den gegnerischen Leger zum Schießen oder den gegnerischen Schießer zum Legen zu zwingen, also den Spieler zu der für ihn ungewohnteren Technik zu zwingen, in der Hoffnung, dass er dann mehr Fehler macht. Umgekehrt wird häufig „gedreht“, also der Rollentausch als taktisches Mittel angewendet. Insbesondere, wenn der Gegner gerade überlegen ist, kann diese Maßnahme eine entscheidende Wende herbeiführen.

### Werfen der Zielkugel
Die erste taktische Maßnahme ist das Platzieren der Zielkugel. Dabei sind sowohl die Fähigkeiten des eigenen Teams als auch die des Gegners zu berücksichtigen. Zunächst ist die Länge entscheidend. Manche Spieler können besser auf eine kurze (6 m), mittlere (7–8 m) oder lange Distanz (9–10 m) legen oder schießen. Für den Leger ist es zudem wichtig, ein geeignetes Donnée in einer von ihm bevorzugten Weite sowohl vom Abwurfpunkt als auch vom anvisierten Ziel zu haben. Sind die Vorlieben und Fähigkeiten der Gegner bekannt, ist auch das zu berücksichtigen. Ebenso wird bei einer hohen Führung und eigener hoher Punktzahl (10–12 Punkte) ein Platz für die Zielkugeln gewählt, von dem angenommen wird, dass hier nur wenig Punkte erzielt werden können, damit der Gegner nicht aufholt. Bei bestimmten Spielständen kann es zudem wichtig sein, die Zielkugel so zu platzieren, dass sie leicht ins Aus befördert werden kann.

### Boden lesen
Ähnlich wie beim Golf erkunden (in der Boulesprache: lesen) die Spieler – vor allem beim Legen – den Boden. Da Pétanque auf jedem Boden gespielt wird, müssen die Beschaffenheit des Bodens, kleine und große Unebenheiten, kleine und große Hindernisse sowie die Löcher, die von bereits gespielten Kugeln gemacht wurden, in die Wurfplanung einbezogen werden. Bei schwierigen Bodenverhältnissen erkundet der Spieler das Spielfeld (auch in der Hocke sitzend) von mehreren Seiten. Hindernisse dürfen während einer Aufnahme grundsätzlich nicht entfernt werden. Vor einem Wurf darf jedoch ein beliebiges Loch, das beim Auftreffen der Kugel auf dem Boden entsteht, dichtgemacht werden. Das „Loch wegmachen“ ist eine taktische Variante. Dabei ist entscheidend, ob der Aufschlagpunkt (das Donnée) von der eigenen Mannschaft noch einmal genutzt werden soll und ob zu erwarten ist, dass der Gegner diesen benutzen will.

### Studieren des Gegners
Eine wichtige Voraussetzung für die eigene Spieltaktik ist die Kenntnis des Gegners, seiner Fähigkeiten und Spielgewohnheiten. Dabei wird sowohl auf die Erfahrung früherer (selbst gespielter oder beobachteter) Spiele zurückgegriffen, als auch das aktuelle Spiel berücksichtigt. Videoanalysen dienem dem Spieler und dem Bouletrainer vor wichtigen Wettkämpfen als Teil der Vorbereitung.

## Pétanque-Sport
Pétanque ist ein Spiel, das von Menschen jeden Alters gespielt werden kann, auch wenn sie körperlich oder geistig beeinträchtigt sind. Die Regeln sind einfach und verständlich. Besondere Kraft ist nicht nötig, es geht nicht darum, wer am weitesten kommt; so können alle miteinander spielen. Das Material ist einfach und nicht teuer, ein Platz findet sich überall.
Von Vereinen, Verbänden und anderen Organisationen werden verschiedene Wettbewerbe veranstaltet und zwar:
- Turniere mit und ohne Lizenzzwang
- Turnierserien
- Meisterschaften auf Bezirks-, Landes-, Bundes-, Europa- und Weltebene
- Mannschaftswettbewerbe (Liga, Pokal)

Außerdem gibt es unterschiedliche Ranglisten.
Näheres siehe Hauptartikel: Pétanque-Wettbewerbe.

## Pétanque Leistungsabzeichen und Boule-Sportabzeichen
- Seit 2006 bestehende die Möglichkeit, das Pétanque Leistungsabzeichen (PLA) zu erwerben. Die Prüfung besteht aus anspruchsvollen Lege- und Schießaufgaben (je 4), die dem Spielalltag angepasst sind. Das PLA kann in den Leistungsstufen Bronze (55–74 Punkten), Silber (75–94 Punkten) oder Gold (ab 95 Punkten) errungen werden.[45]
- Des Weiteren kann seit Juli 2020 in einem definierten Wettbewerb in je drei Prüfungen im Legen und Schießen das deutsche Boule-Sportabzeichen (BSA) erworben werden. Es sind dabei aber nur Aufgaben nach den Regeln des Pétanque zu lösen. Aufgaben aus anderen Boulesportarten wie Jeu provençal, Raffa oder Sport-Boule werden nicht gefordert. Bei der BSA-Auszeichnung des Deutschen Pétanque Verbandes sind maximal 126 Punkte möglich. Analog zum Deutschen Sportabzeichen erreicht man das Abzeichen in Bronze (ab 45 Punkten), Silber (ab 60 Punkten) und Gold (ab 75 Punkten) und kann diese Leistung beim DOSB nach Vorlage der Urkunde in der Disziplingruppe Koordination anerkennen lassen.[46] Der deutsche Nationalspieler Matthias Laukart ist mit 101 Punkten aktuell Rekordhalter.